# Vince McMahon Sr.
Vincent James McMahon (Harlem, 6 juli 1914 - North Miami (Florida), 24 mei 1984), beter bekend als Vince McMahon Sr., was de oprichter van de World Wrestling Federation (WWF), later omgedoopt in World Wrestling Entertainment (WWE). McMahon was de vader van Vince McMahon, die voorzitter werd van de WWE.
McMahon overleed aan kanker.

## Prestaties
- World Wrestling Federation
  - Founder of World Wrestling Federation (as Capitol Wrestling Corp.) (1952)
  - WWF Hall of Fame (Class of 1996)

- Andere prestaties
  - Madison Square Garden Hall of Fame (Class of 1984)

- Wrestling Observer Newsletter awards
  - Wrestling Observer Newsletter Hall of Fame (Class of 1996)

- Professional Wrestling Hall of Fame and Museum
  - (Class of 2004)